# Звёздная ночь над Роной
«Звёздная ночь над Роной» — одна из картин художника-постимпрессиониста Винсента Ван Гога, изображающих Арль; на сей раз — ночью. Хранится в музее д’Орсе, в Париже. Картина изображает место на реке в двух минутах ходьбы от Жёлтого дома на площади Ламартен, который Ван Гог арендовал некоторое время. Ночное небо и эффекты звёздного света и света фонарей роднят эту картину с иными шедеврами художника — «Ночной террасой кафе» (написанной за месяц до работы над «Звёздной ночью над Роной») и более поздней «Звёздной ночью».
Эскиз картины содержится в письме, которое Ван Гог отправил своему другу Эжену Бош 2 октября 1888 года.

## История картины
Набросок картины Ван Гог отправил вместе с письмом своему другу Эжену Бошу 2 октября 1888 года.
Впервые полотно выставлялось в 1889 году на ежегодной выставке Салона Независимых художников в Париже вместе с картиной «Ирисы». На выставлении последней настаивал Тео, брат Ван Гога.

## Описание

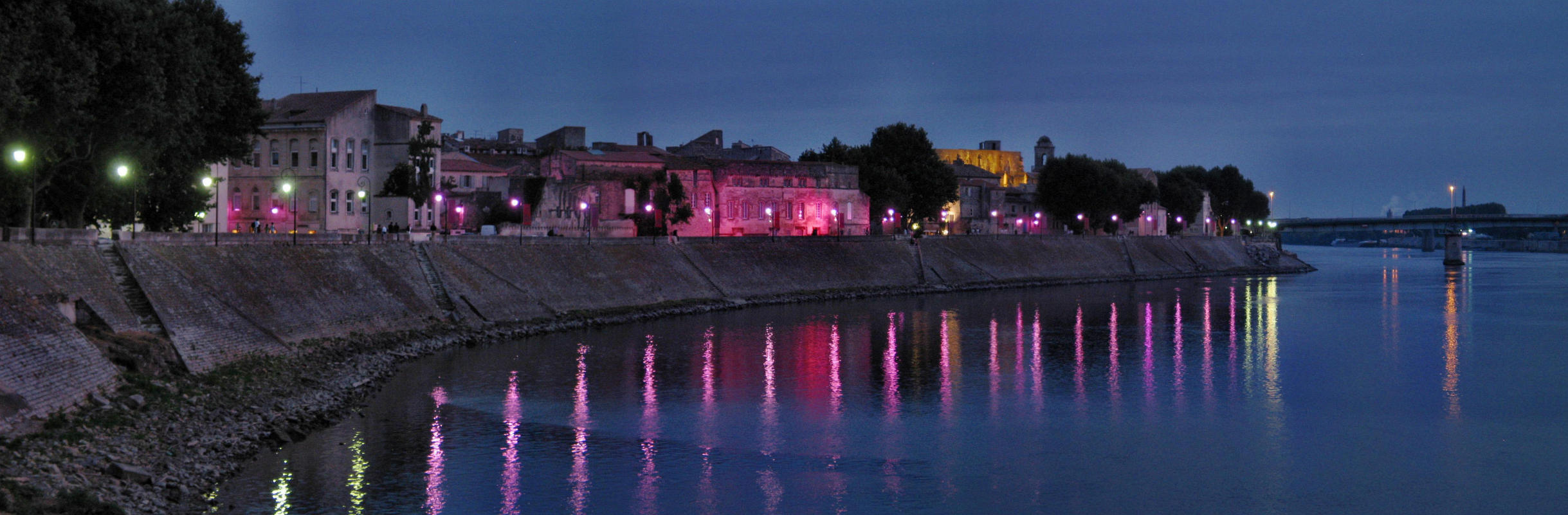
Схожий с картиной вид на набережную Роны, 2008

Ван Гог изобразил вид на набережную восточного берега Роны, расположенную на изгибе реки, прямо напротив западного берега. Беря своё начало на севере, здесь, в Арле, в районе восточной набережной, Рона поворачивает направо, окружая скалистый выступ, на котором расположен центр Арля.

## Происхождение
Винсент описал свою задумку и композицию картины в письме к Тео: «Включая небольшой эскиз на холсте — вкратце: звёздное небо, разрисованное ночью; и, разумеется, газовые рожки фонарей. Небо — аквамариновое, вода — ярко-синяя, земля — розовато-лиловая. Город — синий и фиолетовый. Сам газ светится жёлтым, а его отражение — ярко-золотое, плавно переходящее в зелёно-бронзовый. На аквамариновом поле неба Большая медведица сверкает зелёным и розовым, чья бледная скромность служит контрастом для грубого золотого фонарей. И две разноцветные фигуры влюблённых на переднем плане».
Передний план картины указывает на тяжёлую переработку алла прима, как только первая прописка была закончена. Эскизы из письма, сделанные в то время, основывались, вероятнее всего, на первоначальной композиции.

## Цвета ночи
Рисование на пленэре ночью увлекало Ван Гога. Удачное положение, выбранное им для создания «Звёздной ночи над Роной», позволило передать момент превращения яркого света фонарей Арля в холодное синие мерцание вод Роны. На переднем плане влюблённая пара прогуливается вдоль берега реки.
Изображение цвета имело первостепенную важность для художника: даже в письмах к своему брату Тео он часто описывает предметы при помощи различных цветов. Ночной пейзаж в живописи Ван Гога, включая «Звёздную ночь над Роной», подчёркивает важность, с которой он относился к передаче в картинах сверкающих оттенков ночного неба и искусственного освещения, бывшего в то время в новинку.